# Ceres Corona
La Ceres Corona è una struttura geologica della superficie di Venere.